# Simfonia concertant per a violí, viola i orquestra (Mozart)
La Simfonia concertant per a violí, viola i orquestra en mi bemoll major, K. 364/320d, va ser escrita el 1779 per Wolfgang Amadeus Mozart.

## Història
En el moment de la seva composició el 1779, Mozart estava fent un viatge per Europa que incloïa Mannheim i París. Les complexes dinàmiques orquestrals de la composició reflecteixen la cada vegada més gran competència tècnica de l'orquestra europea en aquell moment i estava fortament influït per la visita de Mozart a l'orquestra de la cort de Mannheim durant el seu viatge europeu de 1777 a 1779. Mozart havia estat experimentant amb el gènere de la simfonia concertant i aquesta obra es pot considerar com l'exemplar més reeixit d'aquest gènere a mig camí entre la simfonia i el concert.

## Anàlisi musical
| I. Allegro maestoso |
|                     |
|                     |
|                     |
| II. Andante         |
|                     |
|                     |
|                     |
| III. Presto         |
|                     |
|                     |
|                     |

### Instrumentació
L'obra està escrita per a violí solista, viola solista, dos oboès, dues trompes i cordes, les quals incloïen dues seccions de violes. La part solista de la viola està escrita en re major en lloc de en mi bemoll major, i l'instrument afina mig to ascendent (tècnica de la scordatura) per aconseguir un so més brillant. Aquesta tècnica és inusual quan s'interpreta a la viola moderna i s'empra majoritàriament en execucions amb instruments originals .

### Estructura
Aquesta peça musical consta de tres moviments:
1. Allegro maestoso, en compàs de compasillo.
2. Andante, en compàs de 3/4, en do menor.
3. Presto, en compàs de 2/4.

## Enregistraments
Richard Wigmore a Gramophone (octubre de 2015) escriu que hi ha més de 40 enregistraments de CD en total. En valora com a millor fins ara una d' Iona Brown, violinista i directora, i Lars Anders Tomter, viola, amb la Norwegian Chamber Orchestra, Chandos CHAN9695. També a la seva curta llista hi ha un enregistrament de 1989, amb Iona Brown, i amb Nobuko Imai, viola. També cal esmentar l'enregistrament del Festival Casals de Perpinyà de 1951 amb Isaac Stern i William Primrose, direcció de Casals. Un fragment es pot sentir al documental de la BBC sobre Mozart ("El Geni de Mozart, un miracle de la natura").

## Influència
Aquesta Sinfonia Concertante ha influït en molts arranjadors per utilitzar els seus temes. El 1808, Sigmund Anton Steiner va publicar un arranjament no acreditat de la peça per a un sextet de corda. sota el títol de Grande Sestetto Concertante . Les sis parts es reparteixen a parts iguals entre els sis jugadors; no es presenta com a solistes amb acompanyament. També s'ha arranjat per a violoncel en lloc de la part de viola.
La Simfonia concertant s'esmenta a la novel·la La decisió de Sophie (1979) de William Styron, després que un estrany abusa de Sophie al metro, escolta l'esmentada peça a la ràdio, que li porta records de la seva infància a Cracòvia i la treu sobtadament de la depressió.
Es van emprar variacions del segon moviment per a la banda sonora de la pel·lícula Conspiració de dones (1988) de Peter Greenaway, composta per Michael Nyman. Aquesta música reapareix després de cada ofegament al guió. El compositor i baixista nord-americà Edgar Meyer estava tan interessat en aquesta obra que el 1995 va escriure un doble concert per a contrabaix, violoncel i orquestra que, encara que és molt diferent quant a estil, presenta una estructura molt similar a la Simfonia concertant de Mozart. El moviment errant apareix així mateix a Uzak, una pel·lícula de l' any 2002 dirigida per Nuri Bilge Ceylan. El director Milos Forman va incloure part de la mateixa a la pel·lícula Amadeus, quan Salieri llegeix els seus manuscrits. Les dues frases melòdiques inicials de The Windmills of Your Mind, una cançó pertanyent a la banda sonora de la pel·lícula El cas de Thomas Crown (1968), es van prendre de l'inici del segon moviment de la Simfonia concertant.